# Демократический союз народа Финляндии
Демократический Союз народа Финляндии (ДСНФ; фин. Suomen kansan demokraattinen liitto; SKDL, швед. Demokratiska Förbundet för Finlands Folk; DFFF) — массовая прокоммунистическая политическая организация в Финляндии в 1944—1990 гг. Основан коммунистами и левыми социал-демократами 29 октября 1944 года в условиях антикоммунистического законодательства. В 1944–48 и в 1966–71 представители ДСНФ входили в состав коалиционных правительств, а в 1946–48 даже возглавляли (в лице Мауно Пеккала). В 1948 представители ДСНФ принимали участие в разработке и подписании Договора о дружбе, сотрудничестве и взаимной помощи между СССР и Финляндией.
В 1990 году объединился с «Демократической альтернативой» и Коммунистической партией Финляндии в Левый союз, что привело к окончательному расколу среди финских коммунистов и образованию, наряду с еврокоммунистическим Левым союзом, сталинистской Коммунистической партии Финляндии (Содружество).

## Коллективные члены
- Коммунистическая партия Финляндии (Suomen Kommunistinen Puolue, Finlands Kommunistiska Parti)
- Социалистическая единая партия (Sosialistinen yhtenäisyyspuolue) в 1946—1955 гг.
- Демократический союз молодёжи Финляндии (Suomen Demokraattinen Nuorisoliitto)
- Демократический союз пионеров Финляндии (Suomen Demokratian Pioneerien Liitto)
- Демократической союз женщин Финляндии (Suomen Naisten Demokraattinen Liitto)
- Социалистический академический союз (Akateeminen Sosialistiseura)
- Финский комитет защиты мира (Suomen Rauhanpuolustajat, Fredskämparna i Finland)
- Общество «Финляндия — СССР» (Suomi-Neuvostoliitto-Seura)
- Центра демократической культуры (Kulttuuridemokraattien Keskusjärjestö)

## Организационная структура
ДНСФ состоял из районных организаций (piirijärjestöt). Высшим органом союза являлась конференция (liittokokous), между собраниями — совет (liittoneuvoston), исполнительный орган — исполнительный комитет (toimeenpanevan komitean). Официальный орган ДСНФ – газ. «Kansan Uutiset».

## Председатели ДСНФ
- Карл Вийк – 1944
- Кай Сундстрём – 1944–1946
- Яакко Вилльям Кето – 1946–1947
- Кусти Куло – 1948–1967
- Эле Алениус – 1967–1979
- Калеви Кивистё – 1979–1985
- Эско Хелле – 1985–1988
- Рейо Кякеля – 1988–1990

## Результаты парламентских выборов
| Год  | Число депутатов | Число голосов | Число голосов (%) |
| ---- | --------------- | ------------- | ----------------- |
| 1945 | 49              | 398 618       | 23,47 %           |
| 1948 | 38              | 375 538       | 19,98 %           |
| 1951 | 43              | 391 134       | 21,58 %           |
| 1954 | 43              | 433 251       | 21,57 %           |
| 1958 | 50              | 450 220       | 23,16 %           |
| 1962 | 47              | 506 829       | 22,02 %           |
| 1966 | 41              | 502 374       | 21,20 %           |
| 1970 | 36              | 420 556       | 16,58 %           |
| 1972 | 37              | 438 757       | 17,02 %           |
| 1975 | 40              | 519 483       | 18,89 %           |
| 1979 | 35              | 518 045       | 17,90 %           |
| 1983 | 27              | 400 930       | 13,46 %           |
| 1987 | 16              | 270 433       | 9,39 %            |